# الحلقة الأوروبية المشتركة (جيت)

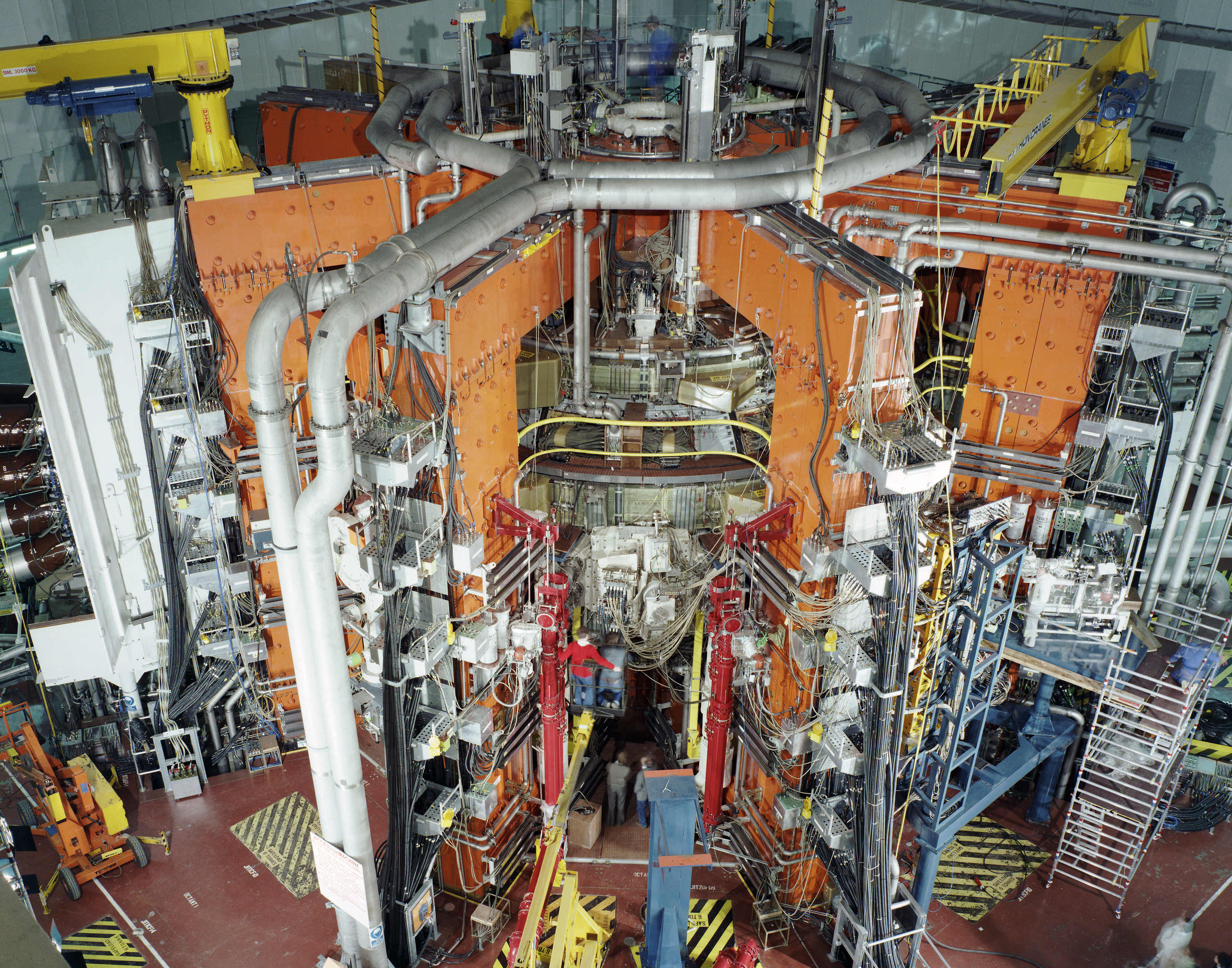
تجربة جيت عام 1991 (أنظر الفيزيائيين العاملين تحتها).

الحلقة الأوروبية المشتركة (اختصارًا JET) هي تجربة تشغيلية في فيزياء البلازما المحصورة مغناطيسيًا، وتقع في مركز كولهام للطاقة الاندماجية في أوكسفوردشاير، المملكة المتحدة. استنادًا إلى تصميم توكاماك، فإن منشأة أبحاث الاندماج هي مشروع أوروبي مشترك بهدف رئيسي هو فتح الطريق أمام طاقة شبكة الاندماج النووي المستقبلية. في وقت تصميمها، كانت JET أكبر من أي آلة مماثلة.
تم بناء آلة JET على أمل الوصول إلى نقطة التعادل العلمية (أن تكون الطاقة المكتسبة على الأقل مساوية لطاقة التشغيل ) حيث يكون عامل اكتساب طاقة الاندماج Q = 1.0. بدأت عملها عام 1983 وقضت معظم العقد التالي في زيادة أدائها في سلسلة طويلة من التجارب والترقيات. عام 1991 تم إجراء التجارب الأولى بما في ذلك التريتيوم، مما جعل جيت أول مفاعل في العالم يعمل بوقود إنتاج 50-50 مزيج من التريتيوم والديوتيريوم. تقرر أيضًا إضافة تصميم محول إلى جيت، والذي تم بين عامي 1991 و 1993. تم تحسين الأداء بشكل كبير، وفي عام 1997 سجلت تجربة جيت الرقم القياسي لأقرب حد لتحقيق التعادل العلمي، حيث وصل إلى Q = 0.67 عام 1997، مما أدى إلى إنتاج 16 ميغاواط من طاقة الاندماج أثناء الحقن بـ 24 ميغاواط من الطاقة الحرارية لتسخين الوقود.
بين عامي 2009 و 2011، تم إغلاق JET لإعادة بناء العديد من أجزائها، لتبني المفاهيم المستخدمة في تطوير مشروع ITER في Saint-Paul-lès-Durance، في بروفانس، جنوب فرنسا. وفي ديسمبر 2020، بدأت ترقية JET باستخدام التريتيوم، كجزء من مساهمتها في مجهودات مفاعل ITER. وفي 21 ديسمبر 2021، باستخدام وقود الديوتيريوم والتريتيوم، أنتجت جيت 59 ميغا جول  خلال نبضة مدتها خمس ثوان، متجاوزة بذلك الرقم القياسي السابق لعام 1997 البالغ 21.7 ميغا جول، مع Q = 0.33.
بعد الإعلان عن إغلاق آلة جيت مباشرة في مؤتمر الوكالة الدولية للطاقة الذرية في لندن في أكتوبر 2023، أطلقت مجموعة "علماء من أجل JET" عريضة للمطالبة بمراجعة قرار إغلاق جيت، حيث يخشى العلماء حدوث فجوة زمنية في البحث وفقدان الموظفين بين إغلاق جيت JET وبدء عمليات ITER. [4]
أنهت JET عملياتها في ديسمبر 2023، ومن المتوقع أن يستمر إيقاف التشغيل حتى عام 2040.
في أكتوبر 2023، سجلت JET الرقم القياسي النهائي لطاقة الاندماج، حيث أنتجت 69.29 ميجا جول على مدى 6 ثوانٍ من 0.21 ملليجرام فقط من وقود D-T. وونشر ت نتائج هذا البحث في المجلات العلمية في نوفمبر 2023. توقفت العمليات في ديسمبر، بعد إجراء 105842 نبضة في ألة جيت، ومن المتوقع أن يستمر إيقاف التشغيل حتى عام 2040. تم استخدام النبضات النهائية لتشغيل JET خارج قدراتها التصميمية.43] ومن المتوقع أن تستمر عملية إيقاف التشغيل و بدء تفكيك آلة جيت حتى عام 2040.
وفي 3 أكتوبر 2023، تم توليد أكبر كمية من الطاقة حتى الآن باستخدام عملية الاندماج: “تم إنتاج 69 ميجاجول من الطاقة من 0.2 ملليجرام من الوقود. ويمكن لهذا الجهاز تشغيل جهاز تلفزيون وغلاية وموقد كهربائي لعدة ساعات."“

## التاريخ

### الخلفية
بحلول أوائل الستينيات، كان مجتمع أبحاث الاندماج في "حالة ركود". فشلت العديد من المسارات التجريبية الواعدة في البداية في تحقيق نتائج مفيدة، واقترحت أحدث التجارب أن الأداء توقف عند حد انتشار Bohm، وهو أقل بكثير مما هو مطلوب لمولد اندماج عملي. 
عام 1968، عقد السوفييت الاجتماع الدوري لباحثي الاندماج في نوفوسيبيرسك، حيث قدموا بيانات من T-3 توكاماك. يمثل هذا قفزة هائلة في أداء الاندماج، على الأقل 10 أضعاف ما أنتجته أفضل الآلات في العالم حتى تلك اللحظة. كانت النتائج جيدة لدرجة أن البعض رفضها باعتبارها قياسات خاطئة. لمواجهة ذلك، دعا السوفييت فريقًا من المملكة المتحدة لاختبار أجهزتهم بشكل مستقل. أكد تقريرهم لعام 1969 النتائج السوفيتية، مما أدى إلى "تدافع حقيقي" لبناء توكاماك في جميع أنحاء العالم.  
كانت إحدى المشكلات الرئيسية في تصميمات توكاماك أنها لم تولد ما يكفي من التيار الكهربائي في البلازما لتوفير تسخين كافي لجلب الوقود إلى ظروف الاندماج. سيكون هناك حاجة إلى نوع من التسخين الخارجي ،ولم يكن هناك نقص في الأفكار لهذا الغرض. ففي منتصف السبعينيات تم بناء سلسلة من الآلات حول العالم لاستكشاف هذه الخصائص. أحد هذه الآلات، وهو Princeton Large Torus (PLT)، أظهر أن حقن الحزمة المحايدة كان مفهومًا عمليًا، حيث استخدم للوصول إلى درجات حرارة قياسية أعلى بكثير من 50 مليون كلفن، وهو الحد الأدنى المطلوب لمفاعل عملي. 
مع نجاح تجربة حلقة برنستون الكبيرة PLT ظهر أخيرًا الطريق إلى نقطة التعادل العلمية (أي ان تكون الطاقة المكتسبة تساوي طاقة التشغيل) ممكنًا بعد عقود من البحث العلمي وبذل الجهود. نقطة التعادل العلمية هي النقطة التي تكون فيها الطاقة الناتجة عن تفاعلات الاندماج مساوية لكمية الطاقة المحقونة لتسخين البلازما. بمجرد تحقيق التعادل فإن التحسينات الصغيرة على الألة بعد تلك النقطة تأتي بزيادة كمية الطاقة الناتجة التي يتم إستغلالها في إنتاج الكهرباء. بدأت فرق الباحثين في جميع أنحاء العالم التخطيط لجيل جديد من الآلات التي تجمع بين حاقنات PLT والمغناطيسات فائقة التوصيل (تخفض طاقة التشغيل) وأوعية التفريغ التي يمكنها الاحتفاظ بوقود الديوتيريوم والتريتيوم بدلاً من وقود الاختبار المحتوي على الديوتيريوم فقط أو الهيدروجين الذي تم استخدامه حتى ذلك الحين. 

### التصميم الأوروبي

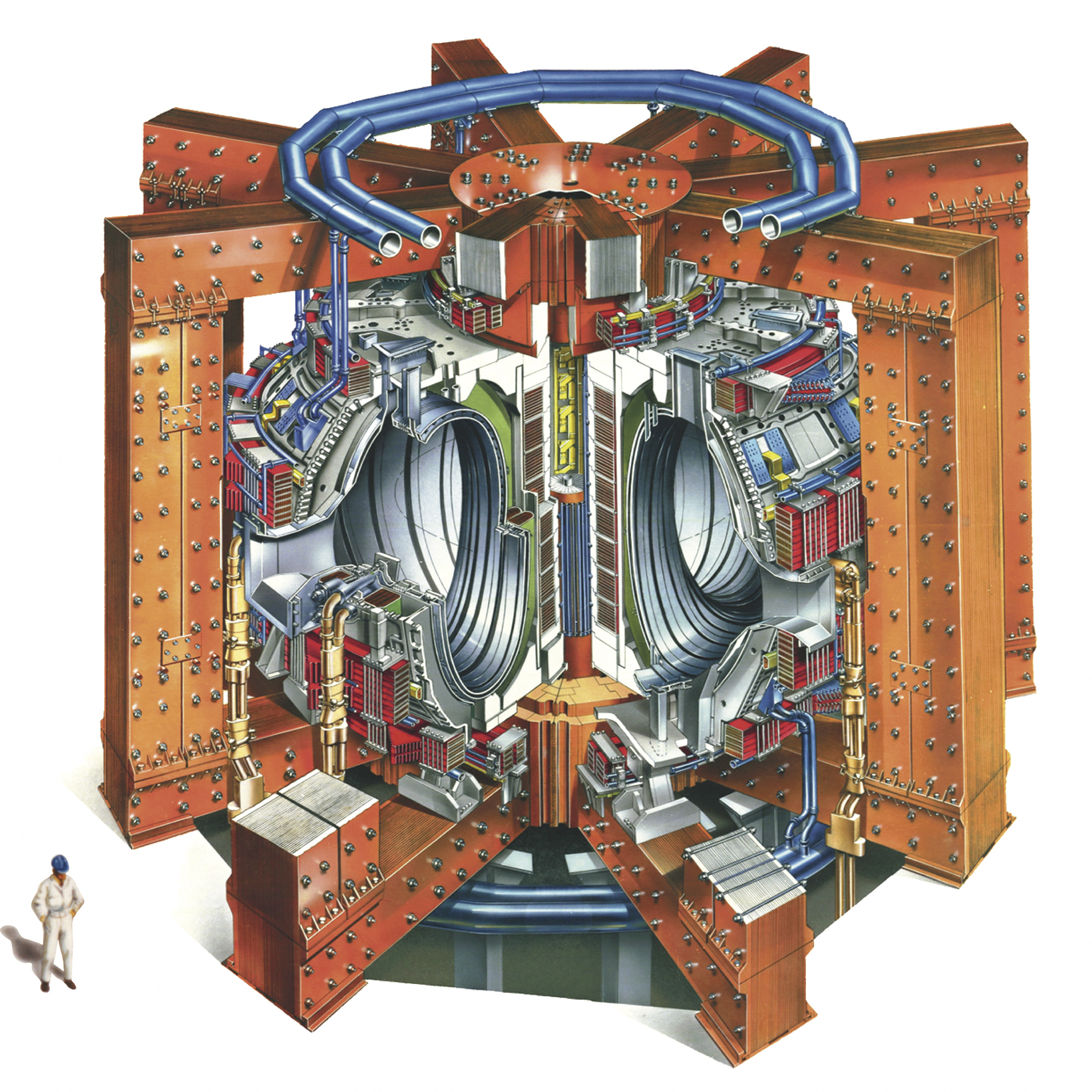
تصميم التجربة جيت، (انظر الشخص الواقف بجوار التجربة.

عام 1971، قررت الدول الأعضاء في المجتمع الأوروبي للطاقة الذرية (Euratom) لصالح برنامج اندماج نووي كبير ووفرت الإطار اللازم لتطوير جهاز اندماج أوروبي. وفي عام 1975، تم الانتهاء من المقترحات الأولى لآلة JET. استغرق التصميم التفصيلي ثلاث سنوات. وفي نهاية عام 1977 وبعد نقاش طويل تم اختيار Culham كموقع مضيف للتصميم الجديد.، و تمت الموافقة على التمويل في 1 أبريل 1978 باعتباره "التعهد المشترك لشركة JET" ككيان قانوني.
تم بناء المفاعل في موقع جديد بجوار مركز كولهام للطاقة الانصهارية، وهو مختبر أبحاث الاندماج البريطاني الذي افتتح عام 1965. تم تنفيذ تشييد المباني من قبل شر، بدءًا من عام 1978 بدأ البناء من شركة تارماك ببناء قاعة الحلقة Torus Hall. ثم تم الانتهاء من القاعة في يناير 1982 وبدأ بناء الآلة جيت نفسها فور الانتهاء من قاعة الحلقة. وبلغت التكلفة 198.8 مليون وحدة حسابية أوروبية (سابقة على اليورو) أو 438 مليون دولار أمريكي في 2014.
كانت تجربة "جيت " واحدة من اثنين فقط من طرازات توكاماك  tokamak المصممة للعمل مع مزيج وقود الديوتيريوم - والتريتيوم، والآخر هو آلة TFTR الأمريكية. تم بناء كلاهما على أمل الوصول إلى نقطة التعادل العلمية حيث يصل "عامل اكتساب طاقة الاندماج" إلى Q = 1.0. 
حققت JET أول بلازما لها في 25 يونيو 1983. تم افتتاحه رسميًا في 9 أبريل 1984 من قبل الملكة إليزابيث الثانية. وفي 9 نوفمبر 1991، أجرت جيت أول تجربة في العالم بمخلوط الديوتيريوم والتريتيوم. لقد تغلب هذا على آلة TFTR الأمريكية لمدة عامين كاملين وسبقه.

### التحسينات
على الرغم من نجاحها الكبير، فشلت JET ونظيرتها TFTR في الوصول إلى نقطة التعادل العلمية. كان هذا بسبب مجموعة متنوعة من التأثيرات التي لم يتم رؤيتها في الأجهزة السابقة التي تعمل بكثافة وضغوط أقل. بناءً على هذه النتائج، وعدد من التطورات في تشكيل البلازما وتصميم المحول، ظهر تخطيط توكاماك جديد، يُعرف أحيانًا باسم "توكاماك متقدم". يجب أن يكون التوكاماك المتقدم القادر على الوصول إلى نقطة التعادل العلمية كبيرًا جدًا ومكلفًا للغاية، مما أدى إلى الجهد الدولي ITER.
عام 1991، تم إجراء التجارب الأولى بما في ذلك التريتيوم، مما سمح لـ JET بالعمل على وقود إنتاج مزيج 50-50 من التريتيوم والديوتيريوم. كما تقرر في هذا الوقت إضافة محول يسمح بإزالة النفايات من البلازما. تم تحسين الأداء بشكل كبير، مما سمح لشركة JET بوضع العديد من السجلات من حيث وقت الحبس ودرجة الحرارة والمنتج الثلاثي الانصهار. عام 1997، سجلت JET الرقم القياسي لأقرب نهج لتحقيق التعادل العلمي. وصلت إلى Q = 0.67، مما أدى إلى إنتاج 16 ميغاواط من طاقة الاندماج أثناء الحقن 24 ميغاواط من الطاقة المغناطيسية المبذولة (الطاقة الكهربائية) لتسخين الوقود، وهو رقم قياسي استمر حتى عام 2021. كان هذا أيضًا هو الرقم القياسي لأكبر قوة اندماج تم إنتاجها.
عام 1998، طور مهندسو JET نظامًا للمناولة عن بُعد، والذي كان من الممكن لأول مرة استبدال مكونات معينة باستخدام الأيدي الاصطناعية فقط. يعتبر نظام "المناولة عن بعد"، بشكل عام، أداة أساسية لأي محطة طاقة اندماجية لاحقة وخاصة للمفاعل النووي الحراري التجريبي الدولي (ITER) الذي يتم تطويره في Saint-Paul-lès-Durance، في بروفانس، جنوب فرنسا. كان نظام المناولة عن بعد هذا في وقت لاحق ليقود ليصبح RACE (التطبيقات البعيدة في البيئات الصعبة).
عام 1999، تم التعاقد على اتفاقية تطوير الاندماج الأوروبية (EFDA) مع المسؤولية في الاستخدام الجماعي المستقبلي لـ مختبر "جيت" في التطبيق في الآلة الأكبر ITER.

### أعمال تصميم ITER
في أكتوبر 2009 بدأت فترة إغلاق مدتها 15 شهرًا لإعادة بناء أجزاء كثيرة من JET لاعتماد ادخال تعديلات على التصميم مشى مع تصميم المفاعل التجريبي ITER. يتضمن ذلك استبدال مكونات الكربون في وعاء التفريغ بأخرى من التنجستن والبريليوم.
في منتصف مايو 2011، وصل الإغلاق إلى نهايته. بدأت الحملة التجريبية الأولى بعد تركيب "الجدار الشبيه بـ ITER" في 2 سبتمبر 2011.
في 14 يوليو 2014، وقعت المفوضية الأوروبية عقدًا بقيمة 283 مليون يورو لتمديده لمدة 5 سنوات أخرى بحيث يمكن إجراء المزيد من أبحاث الطاقة المتقدمة الأكثر تقدمًا في JET.

### بعد خروج بريطانيا من الاتحاد الأوروبي
ألقى خروج بريطانيا من الاتحاد الأوروبي بخطط JET موضع شك. كجزء من خطتها لمغادرة الاتحاد الأوروبي، كانت المملكة المتحدة ستغادر تعاقد Euratom، التي توفر التمويل لـ JET. المحادثات حول التمويل بعد عام 2018، عندما انتهت صلاحية الخطة الخمسية، بدأت، ويبدو أن اتفاقية جديدة لتمديد تشغيل JET حتى 2019 أو 2020 قد اكتملت إلى حد كبير. تم تعليق هذه المحادثات بعد إعلان خروج بريطانيا من الاتحاد الأوروبي. ومع ذلك، في مارس 2019، وقعت حكومة المملكة المتحدة والمفوضية الأوروبية على تمديد عقد JET. هذا يضمن عمليات JET حتى نهاية عام 2024 بغض النظر عن حالة خروج بريطانيا من الاتحاد الأوروبي. في ديسمبر 2020، بدأت ترقية JET باستخدام التريتيوم، كجزء من مساهمتها في ITER. في 21 ديسمبر 2021، أنتجت آلة جيت 59  ميغا جول باستخدام وقود الديوتيريوم-التريتيوم مع الحفاظ على الاندماج خلال نبضة مدتها خمس ثوان، متجاوزة الرقم القياسي السابق البالغ 21.7 ميغا جول مع Q = 0.33، المحدد عام 1997.

## الوصف
يبلغ نصف قطر JET الرئيسي 3 أمتار، ويبلغ عرض غرفة التفريغ على شكل حرف D بقطر 2.5 مترًا وارتفاعها 4.2 مترًا.  إجمالي حجم البلازما داخلها هو 100 متر مكعب، أي حوالي 100 مرة أكبر من أكبر آلة "جيت" بنيت قبل ذلك. 
كانت ألة JET واحدة من أوائل ألات tokamak التي تم تصميمها لاستخدام غرفة تفريغ على شكل D. وتم اعتبار هذا في البداية كطريقة لتحسين عامل الأمان، ولكن أثناء التصميم، لوحظ أيضًا أن هذا سيجعل من السهل جدًا بناء النظام ميكانيكيًا، حيث يقلل من قوى الشبكة الكهرومغناطيسية الضرورية التي تحاول إجبار طارة البلازما باتجاه مركز المحور الرئيسي للحلقة. من الناحية المثالية، يجب أن تكون المغناطيسات المحيطة بالغرفة منحنية بدرجة أكبر في الأعلى والأسفل وأقل من الداخل والخارج لدعم هذه القوى، مما يؤدي إلى شيء مثل الشكل البيضاوي الذي يوفره المقطع D بشكل وثيق. 
أثناء استكشاف استقرار أشكال البلازما المختلفة على الكمبيوتر، لاحظ فريق الفيزيائيين أن البلازما غير الدائرية لم تلغي تمامًا الانجراف الرأسي، لهذا تم تقديم الحقول الملتوية لحلها في الأصل. إذا انزاحت البلازما لأعلى أو لأسفل، فستستمر في التحرك في هذا الاتجاه. ومع ذلك، أظهرت عمليات المحاكاة بالمحاسوب أن معدل الانجراف كان بطيئًا بدرجة كافية بحيث يمكن مواجهته باستخدام مغناطيسات إضافية ونظام تغذية إلكتروني. 
يتم توفير المجال المغناطيسي الأساسي في توكاماك من خلال سلسلة من المغناطيسات التي ترن حجرة التفريغ. في ألة JET تكون هذه عبارة عن سلسلة من 32 مغناطيسًا من لفات السلك النحاسية، كل واحدة تزن 12 طنًا. في المجموع، ينشأ لديهم تيار 51 مللي أمبير، ولأنهم اضطروا للقيام بذلك لفترات من عشرات الثواني يتم تبريدهم بالماء. عند التشغيل، يحاول الملف التمدد بقوة 6 مليون نيوتن، ويوجد حقل صافي باتجاه مركز المحور الرئيسي الحلقي بقوة 20 مليون نيوتن، وقوة التواء أخرى لأن المجال شكله poloidal داخل البلازما في اتجاهات مختلفة تمر على فوق وتحت. كل هذه القوى يتحملها الهيكل الخارجي الفولاذي. 
يحيط بالمجموعة بأكملها محول ذو ثمانية أطراف يبلغ وزنه 2600 طن يستخدم الحث المغناطيسي ينشئء تيارا في البلازما. الغرض الأساسي من هذا التيار هو توليد مجال شكله "بولويد" (متعرج) يمتزج مع المجال الذي توفره المغناطيسات الحلقيّة لإنتاج المجال المغناطيسي الملتوي داخل البلازما. يخدم التيار أيضًا الغرض الثانوي المتمثل في تأيين الوقود (الديوتيريوم والتريتيوم ) وتوفير تسخينا أوليا للبلازما قبل أن تتولى الأنظمة الأخرى عملها. 
يتم توفير المصدر الرئيسي للتسخين في JET من خلال نظامين، حقن شعاع الأيونات الموجبة من جهاز سيكلوترون والتسخين بالرنين الأيوني. الأول يستخدم مسرعات الجسيمات الصغيرة لإطلاق ذرات الوقود في هيئة البلازما، حيث تتسبب الاصطدامات في تأين الذرات وتصبح محصورة مع بقية الوقود. تنتج هذه الاصطدامات الطاقة الحركية للمسرعات في البلازما. والتسخين بالرنين الأيوني السيكلوتروني هو في الأساس الطاقة المكافئة لتسخين البلازما كـ " فرن الميكروويف"، باستخدام موجات الراديو لضخ الطاقة في الأيونات مباشرة عن طريق مطابقة تردد السيكلوترون الخاص بهم. تم تصميم ألة "جيت" بحيث يتم بناؤها مبدئيًا ببضعة ميجا واط من كلا المصدرين، ثم يتم توسيعها لاحقًا إلى 25 ميجاواط من الحزم المحايدة كهربيا و 15 ميجاوات من تسخين السيكلوترون. 
تبلغ متطلبات طاقة تشغيل "تجربة جيت" أثناء نبض البلازما حوالي 500 ميغاواط مع ذروة تزيد عن 1000 ميغاواط. لأن سحب الطاقة من الشبكة الكهرباء الرئيسية يقتصر على 575 ميغاواط، تم بناء مولدين كبيرين من حدافة تخزين الطاقة لتوفير هذه الطاقة اللازمة. يمكن أن تدور كل حذافة تزن 775 طنًا حتى 225 دورة/دقيقة فتخزن 3.75  جيجا جول من الطاقة في هيئة تيار كهرباء للتشغيل، وهذه تعادل كمية الطاقة الحركية تقريبًا لقطار يزن 5000 طن يسير بسرعة 140 كيلومتر في الساعة (87 ميل/س). كل حذافة تستخدم 8.8 ميغاواط للدوران ويمكن أن تولد 400 ميغاواط (لفترة وجيزة).

## النتائج
مدة النبض محدودة بالتسخين السريع للملفات النحاسية وتتراوح من 20 إلى 60 ثانية، اعتمادًا على شدة المجال المطلوبة. تدوم الفواصل 15 دقيقة، يتم خلالها نقل الحرارة عبر دوائر التبريد إلى أبراج التبريد (4 أبراج كل منها 35 ميجاواط) ويشحن حذافات تخزين الطاقة (2 × 8 ميغا واط MW). تستهلك حذافات تخزين الطاقة طاقة تشغيل أكثر مما يتم إطلاقه عن طريق الاندماج النووي.
حيث وصل إلى Q = 0.67 عام 1997، مما أدى إلى إنتاج 16 ميغاواط من قوة الاندماج أثناء الحقن بـ 24 ميغاواط من الطاقة الحرارية لتسخين الوقود. فكان لا بد من بناء تجارب أكبر، مثل المفاعل النووي الحراري التجريبي الدولي ITER.
وفي 3 أكتوبر 2023، تم توليد أكبر كمية من الطاقة حتى الآن باستخدام عملية الاندماج: “تم إنتاج 69 ميجاجول من الطاقة من 0.2 ملليجرام من الوقود. ويمكن لهذا الجهاز تشغيل جهاز تلفزيون وغلاية وموقد كهربائي لعدة ساعات."“

## أنظر أيضا
- مفاعل ويندلشتاين 7 إكس
- طاقة الاندماج
- هيليون للطاقة
- حلقة ماديسون المتماثلة
- تجربة ليثيوم توكاماك
- سبارك (توكاماك)